# マッキーン (DD-90)
|          |                                                               |
| 艦歴     |                                                               |
| 発注     |                                                               |
| 起工     | 1918年2月12日                                                 |
| 進水     | 1918年7月4日                                                  |
| 就役     | 1919年2月25日 1940年12月11日                                  |
| 退役     | 1922年6月19日                                                 |
| 除籍     |                                                               |
| その後   | 1943年11月17日に戦没                                          |
| 性能諸元 |                                                               |
| 排水量   | 1,060トン                                                     |
| 全長     | 315 ft 5 in (96.14 m)                                         |
| 全幅     | 31 ft 8 in (9.65 m)                                           |
| 吃水     | 8 ft 6 in (2.59 m)                                            |
| 機関     | 2缶 蒸気タービン2基 2軸推進、13,500shp                        |
| 最大速   | 駆逐艦当時 35ノット(65 km/h)                                  |
| 乗員     | 士官、兵員100名                                               |
| 兵装     | 駆逐艦当時 4インチ砲4門、3インチ砲1門、21インチ魚雷発射管12門 |

マッキーン (USS McKean, DD-90/APD-5) は、アメリカ海軍の駆逐艦。ウィックス級駆逐艦の1隻。艦名は米英戦争と南北戦争で活躍したウィリアム・マッキーン代将にちなむ。その名を持つ艦としては初代。

## 艦歴
マッキーンはカリフォルニア州サンフランシスコのユニオン鉄工所で1918年2月12日に起工し、7月4日にヘレン・ラ・モンテ・エリ夫人によって進水。艦長ローリー・C・ウィリアムス少佐の指揮下1919年2月25日に就役する。
竣工後、マッキーンは1919年から1922年までの間は大西洋水域にあり、特に1919年5月から7月の間はニューヨークおよびチャールストンを拠点としてヨーロッパとの間を往復した。任務終了後の1922年6月19日にフィラデルフィアで退役して保管された。ファラガット級駆逐艦の竣工以降、アメリカ海軍は大量に保有していたウィックス級をはじめとする従来型の駆逐艦を順次除籍したり、他の艦種に移すなどの作業を行った。マッキーンはウィックス級のうち高速輸送艦に改装される6隻のうちの1隻となり、舟艇搭載用のスペースを確保するため従来の武装をすべて撤去し、また前部主缶を撤去して2本煙突となって速力が低下した。高速輸送艦に改装されたリトルは、1940年8月2日付で APD-5 に分類変更され、12月11日に艦長トーマス・バローズ少佐の指揮下でノーフォークにおいて再就役した。
1942年3月21日、「マッキーン」はノースカロライナ州沖でドイツ潜水艦に雷撃されたタンカー「Esso Nashville」の生存者8名を救助した。
マッキーンは1942年5月10日に東海岸を出発し、ソロモン諸島の戦いに備えるため7月20日に南太平洋に向かった。8月7日、アメリカ軍はガダルカナル島に上陸して反攻の第一歩を示し、マッキーンはツラギ島に陸上部隊を上陸させた。以降、ガダルカナル島の戦いを通じてニューカレドニアおよびニューヘブリディーズ諸島とガダルカナル島の間の輸送船団の護衛に従事し、時には自らが輸送の任務にあたることもあった。マッキーンが属した第12輸送群は消耗が大きく、コルホーン (USS Colhoun, APD-2) が1942年8月30日に空襲で沈没し、9月5日にはグレゴリー (USS Gregory, APD-3) とリトル (USS Little, APD-4) が日本駆逐艦の砲撃で沈没していた。その中でマッキーンはガダルカナル島の戦いの終わりまで生き残り、1943年1月31日に南太平洋を離れてオーバーホールのため西海岸に向かった。オーバーホール終了後、マッキーンは再び南太平洋に戻り、6月21日からはニューヘブリディーズとソロモン諸島間の護衛任務に就いた。7月から11月にかけては中部ソロモン地域で行動し、ニュージョージア島の戦いに参加してニュージョージア島とレンドバ島に対する上陸作戦を敢行した。これと並行して、ガダルカナル島とニュージョージア諸島間の。いわゆる「スロット」と呼ばれたニュージョージア海峡の警戒の任務も行った。
10月に入り、マッキーンはトレジャリー諸島およびブーゲンビル島への反攻の準備を整えた。それから間もない10月27日、モノ島に接近したマッキーンは陸上部隊を降ろし、部隊は島に重要なレーダー施設を建設した。11月1日にブーゲンビル島の戦いが始まり、これを阻止しようとラバウルから出撃してきた日本艦隊はブーゲンビル島沖海戦でアメリカ艦隊に撃退された。マッキーンは海戦後の11月6日にタロキナ岬に到着して海兵隊を上陸させ、別の部隊の輸送のためにいったんガダルカナル島に戻った。追加の部隊は11月11日にブーゲンビル島に上陸した。

### 沈没
11月17日、日本軍の航空部隊（第七五一海軍航空隊の陸攻6機、第七〇二海軍航空隊の陸攻3機、第五八二海軍航空隊の艦攻7機）は戦車揚陸艦8隻、高速輸送艦8隻、駆逐艦6隻からなる部隊を攻撃し、この攻撃で「マッキーン」は撃沈された（第五次ブーゲンビル島沖航空戦）。
11月15日、マッキーンは185名の海兵隊員を乗せて「スロット」を北上した。2日後の11月17日にエンプレス・オーガスタ湾に接近したが、その時日本の雷撃機が空襲を仕掛けてきた。マッキーンは巧みにかわし続けたが、3時50分に右舷側に魚雷が1本命中し、燃料庫を爆発させた。火は瞬く間に艦の後部に燃え広がり、マッキーンのすべての動力は失われた。さらに海上に漏れ出た油にも火が燃え移って、海に飛び込んだ乗組員が火にまかれて焼死する始末であった。艦長ラルフ・L・レイミー少佐は3時55分に総員退艦を令し、マッキーンは4時ごろから沈み始めた。その12分後にレイミー少佐は艦を去り、間もない4時15分には艦の前方でも弾薬や燃料の爆発が起きて4時18分に沈没した。戦死者64名のうち、52名が爆発や火災によって死亡した。生存者は駆逐艦によって救出された。沈没場所はタロキナ岬の南西、南緯6度31分、東経154度52分。
マッキーンは第二次世界大戦の功績で海軍部隊表彰を受け、4個の従軍星章を受章した。